# 서르버시구

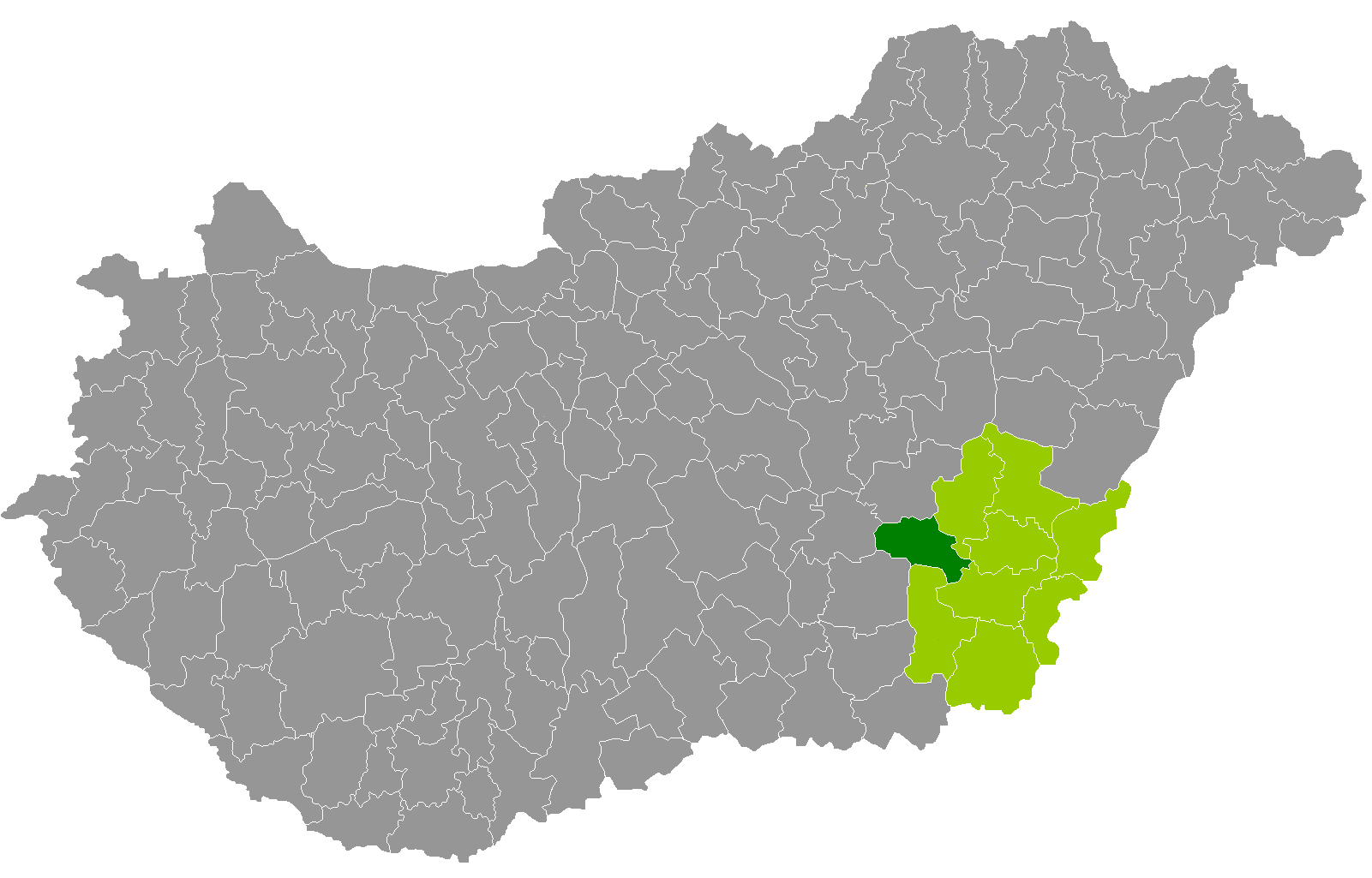
베케시주 지도에 표시된 서르버시구의 위치

서르버시구(헝가리어: Szarvasi járás)는 헝가리 베케시주에 위치한 구로 구청 소재지는 서르버시이며 면적은 485.06km2, 인구는 28,779명(2011년 기준), 인구 밀도는 59명/km2이다.
북쪽으로는 야스너지쿤솔노크주 메죄투르구, 북동쪽으로는 조머엔드뢰드구, 동쪽으로는 베케시구, 남동쪽으로는 베케슈처버구, 남쪽으로는 오로슈하저구, 촌그라드처나드주 센테시구, 서쪽으로는 야스너지쿤솔노크주 쿤센트마르톤구와 접한다. 6개 지방 자치체(2개 시, 4개 마을)를 관할한다.

구 문장